# 대일본인
대일본인(大日本人)은 일본에서 제작된 마츠모토 히토시 감독의 2007년 코미디 영화이다. 마츠모토 히토시 등이 주연으로 출연하였다.

## 출연

### 주연
- 마츠모토 히토시

### 조연
- 이타오 이츠지
- 카미키 류노스케
- 타케우치 리키
- UA
- 미야가와 다이스케
- 미야사코 히로유키
- 테이 류신
- 우나바라 하루카

## 제작진
- 미술: 하야시다 유지